# Provincia di Terni
La provincia di Terni  è un ente locale territoriale umbro che conta 215 138 abitanti, istituita nel 1927 per scorporo dalla provincia dell'Umbria.

## Geografia fisica

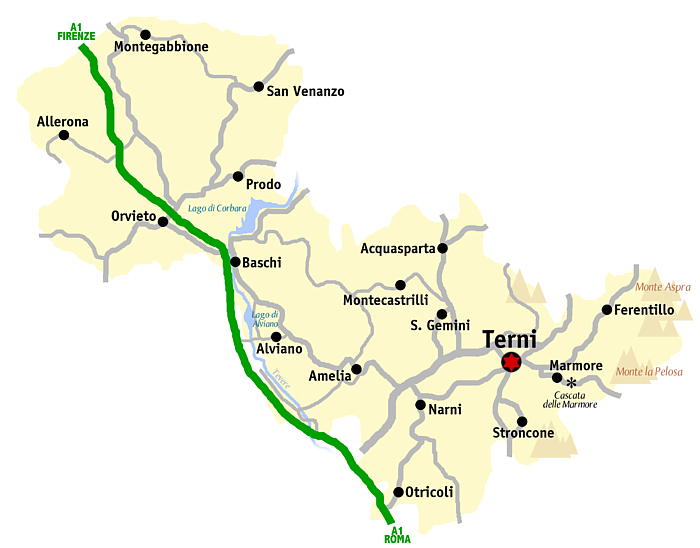
L'attuale provincia di Terni.

Confina a nord con la provincia di Perugia, a est, sud e ovest con il Lazio (provincia di Rieti e provincia di Viterbo), a nord-ovest con la Toscana (provincia di Siena). La provincia si sviluppa nella parte sud-ovest della regione Umbria, occupando sia l'ultimo tratto della valle del fiume Nera presso la confluenza con il fiume Velino, sia la parte orientale della valle del Tevere dalla confluenza con la Nera alla confluenza con il Chiani e il Paglia.
Così si alternano nel territorio interessato ampi tratti di fondovalle pianeggianti e coltivati a cime montuose boschive di modesta altezza come il monte Peglia (837), il monte Croce di Serra (994) fra Terni e Orvieto o i ripidi pendii della Valnerina (con i 1672 m s.l.m. del monte Aspra, fra Ferentillo e Monteleone di Spoleto), dei monti Martani (monte Torre Maggiore, 1121 ms.l.m.) e delle cascate delle Marmore.
A sud-est al confine con la provincia di Rieti il paesaggio è dominato da un altro gruppo di montagne, si sale da monte Argento (436 m), monte Terminuto (897 m), dove sorge la frazione di Miranda, fino ad arrivare nello Stroncolino dove monte Cimitelle (1130 m) e il monte Macchialunga (1162 m) svettano tra le colline. Da est a sud-est un'altra catena montuosa si distende dalla valle del Tevere, Montecchio, Amelia, Narni fino a Calvi dell'Umbria: monte Croce del Serra (994 m), monte Arnata (551 m), monte San Croce (452 m), monte Trassiuari (614 m), monte Bandita (668 m) e il monte San Pancrazio (1027 m).
L'estremo nord della provincia è rappresentato dal sub comprensorio dell'Alto Orvietano, formato da 5 comuni, Ficulle, Fabro, Parrano, Montegabbione e Monteleone d'Orvieto: quest'ultimo in particolare è immerso nella provincia di Perugia, confinando per molta parte del suo territorio con i comuni di Città della Pieve (PG) e Piegaro (PG) ed essendo molto vicino alla provincia di Siena (Chiusi).

### Laghi

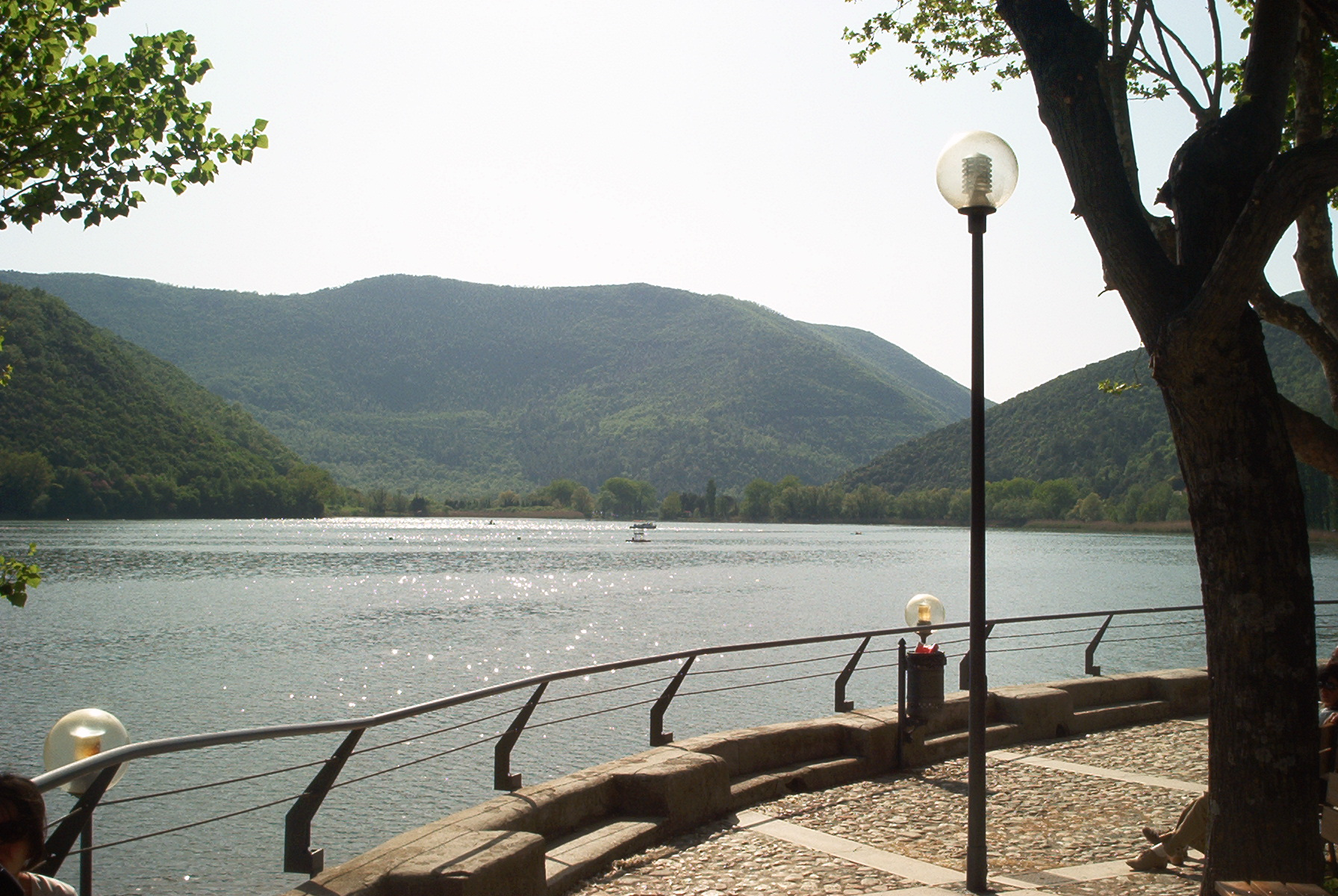
Il lago di Piediluco

I dislivelli che si incontrano lungo il percorso dei fiumi permettono lo sfruttamento idroelettrico dei bacini idrografici tanto da aver portato alla creazione di diversi laghi artificiali:
- lago di Corbara mediante uno sbarramento sul Tevere
- lago di Alviano mediante uno sbarramento sul Tevere
- lago di Recentino con una diga sul torrente L'Aia presso Narni
- lago di San Liberato da uno sbarramento sul fiume Nera.
- lago di Arezzo da uno sbarramento sul torrente Marroggia

Un piccolo tratto del territorio provinciale sconfina nella pianura reatina comprendendo quasi interamente il lago di Piediluco.

### Aree protette
Nella provincia di Terni sono state istituite due importanti riserve naturali legate prevalentemente alla tutela e alla gestione delle acque e degli ecosistemi fluviali. Il Parco fluviale del Tevere nei comuni di Alviano, Baschi, Guardea, Montecchio e Orvieto, e il Parco fluviale del Nera tra Arrone, Ferentillo, Montefranco, Polino e Terni.

## Storia

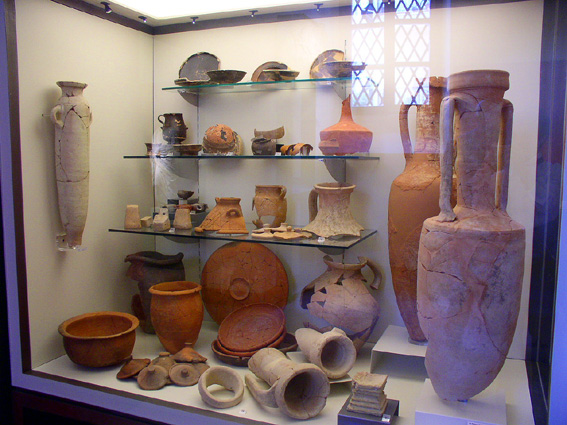
Reperti antichi al Museo archeologico di Terni

### Umbri ed etruschi
Nel II millennio a.C. il territorio della provincia era occupato da una popolazione poi detta Umbri che fondò le città di Amelia (Ameria), Narni (Narnia Nahars), Otricoli (Ocriculum) e Terni (Interamna Nahars); il loro territorio fu ridotto alle valli del Velino e della Nera (nonché a buona parte della storica regio VI), con lo svilupparsi della civiltà etrusca che in Orvieto ebbe una delle città più ricche ed importanti: nell'antica Volsinii, sono presenti numerosi reperti provenienti dalle necropoli (conservati nel Museo Archeologico Nazionale di Orvieto). Nei pressi di Orvieto, in un luogo ancora non identificato chiamato Fanum Voltumnae, si svolgevano annualmente i giochi confederati etruschi. Per secoli Umbri ed Etruschi si combatterono duramente per il dominio della valle del Tevere, fino a quando, nel 299 a.C. le legioni romane iniziarono l'invasione del territorio umbro.

### Roma e l'impero

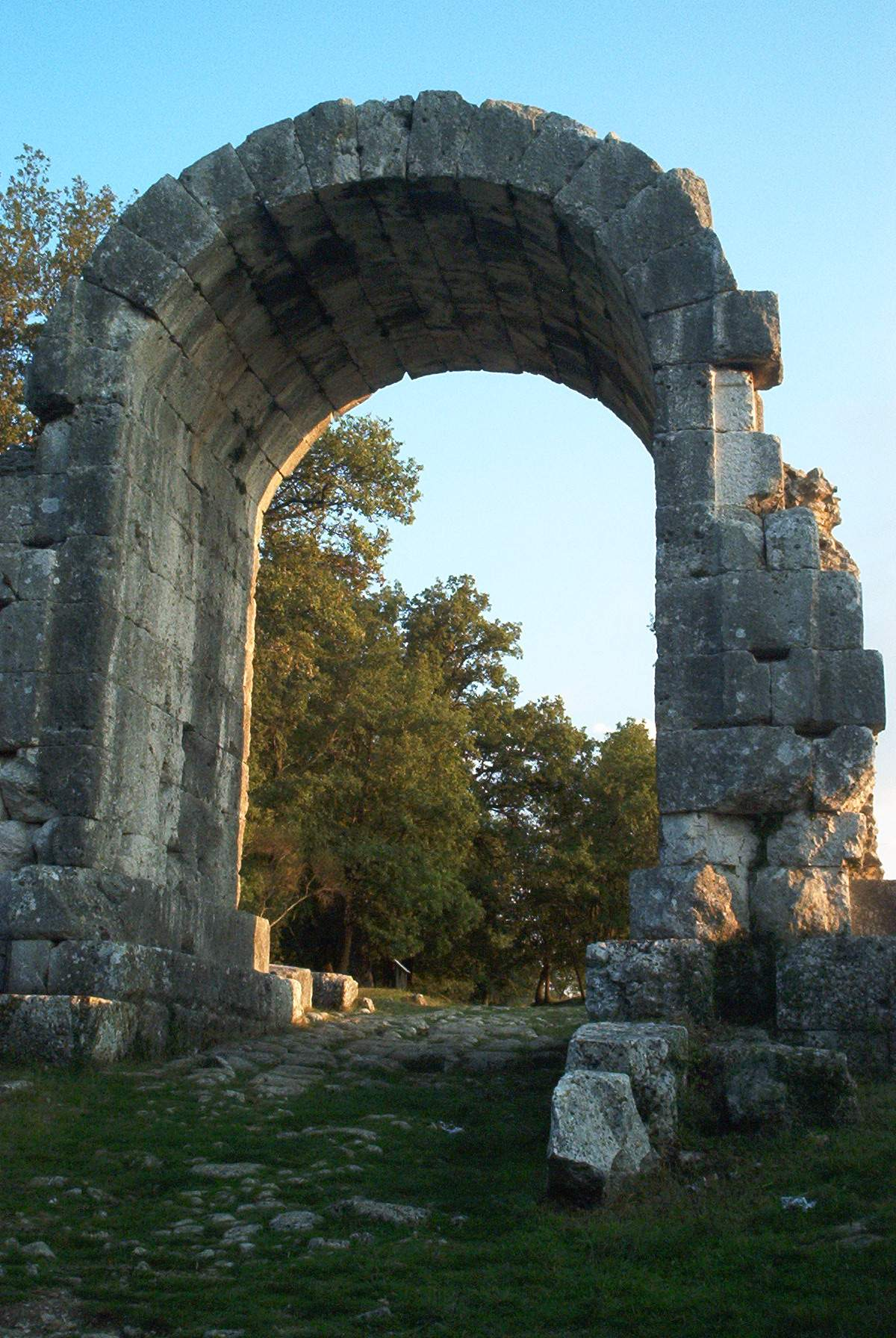
Rovine di Carsulae

Le fonti classiche non citano quando Terni entrò a far parte delle strutture amministrative romane. Poco prima che scoppiasse la terza guerra sannitica Roma intraprese una campagna di guerra contro i Nequinati, gli abitanti dell'odierna Narni, dove, dopo la presa di Nequino, impiantarono una colonia latina, conferendole il nome di Narnia. Nel 290 a.C., o poco dopo, M. Curio Dentato promosse sia la costruzione della Via Curia, collegando Terni a Rieti,
Alla fine del II secolo a.C. sono databili alcuni lavori di riassetto del ramo orientale della via Flaminia, che collegava, e collega, Narni a Spoleto, per riallacciarsi all'originario tracciato della consolare all'altezza di Forum Flaminii, poco a nord di Foligno. Non si sa quando sia stato costruito questo ramo stradale, ma è evidente che con esso si volesse realizzare una più forte presenza di Roma fra la fedelissima Otricoli e l'altrettanto fedelissima Spoleto, soprattutto in seguito all'esperienza della II punica. Per quanto riguarda Interamna, la Flaminia, che entrava in città da sud-ovest, costituì il cardo, mentre l'ipotetico tracciato della Via Curia, o la strada che con essa si raccordava, all'interno delle mura formò il decumanus.
Dopo la guerra sociale Interamna divenne municipium, non si sa se con le caratteristiche della piena cittadinanza o come civitas sine suffragio. In seguito alla sconfitta di M. Antonio nella guerra di Perugia contro C. G. Cesare Ottaviano, Interamna fu salvata dalla confisca delle proprietà private pur dovendo subire attribuzioni viritane in favore di militari dell'esercito di Ottaviano. Risale all'inizio del III secolo d.C. la testimonianza della Tabula Peutingeriana che il tracciato di riferimento della Via Flaminia non è più quello occidentale, da Narnia a Mevania, ma quello orientale, che passa per Terni, contrariamente all'Itinerarium Gaditanum, di due secoli prima, che indica il primo come percorso preferito.

### Medioevo
Nel 571 i Longobardi, dopo aver conquistato la pianura Padana, discesero l'Appennino e fondarono in Umbria nel 575 il Ducato di Spoleto che restò formalmente indipendente fino al 1250. La parte meridionale dell'Umbria a partire dal Medioevo aveva sempre gravitato intorno a Spoleto e al suo Ducato. Nel luglio del 1527 i Lanzichenecchi, di ritorno dal sacco di Roma, presero il campo a Terni, che si era schierata dalla parte degli imperiali e dei Colonna; da qui diressero le operazioni contro Spoleto e contro Todi, dove si erano attestate le truppe della Lega di Cognac.

### Età moderna e l'istituzione della provincia
Prima dello sviluppo industriale di fine Ottocento la città di Terni era cresciuta per avere poco più di 24 000 abitanti (1881). Con lo sviluppo delle acciaierie e dell'urbanesimo cittadino la città raggiunse i 50.000 abitanti nel 1921. In quello stesso anno la Giunta comunale propose la trasformazione della provincia dell'Umbria (estesa allora a Città di Castello e a Rieti e suddivisa nei circondari di Perugia, Foligno, Spoleto, Orvieto, Terni e Rieti) in due nuove province: la Provincia di Perugia e la Provincia di Terni. Il dibattito fu lungo, acceso e a fasi alterne, fino alla delibera governativa del 6 dicembre 1926 che riordinava la suddivisione in province del territorio Italiano che veniva ora organizzato in 92 province, dalle precedenti 76.
Sindaco di Terni
N. 30920 - Oggi su mia proposta il Consiglio dei Ministri ha elevato codesto comune alla dignità di Capoluogo di Provincia. Sono sicuro che col lavoro, con la disciplina e la fede fascista, codesta popolazione si mostrerà sempre meritevole della odierna decisione del Governo Fascista.»
(Benito Mussolini, telegramma con il quale Mussolini informava il sindaco della decisione presa.)
La nuova provincia,istituita formalmente col R.D.L. 2 gennaio 1927, n. 1 "Riordinamento delle circoscrizioni provinciali",  era dunque formata per i territori del circondario ternano e orvietano. Spoleto, in conflitto con Terni per l'istituzione del nuovo tribunale e della provincia, preferì rimanere sotto l'amministrazione perugina. Al contrario tutta la Valnerina, con diverse modalità, era favorevole a passare nella nuova provincia di Terni. Il consiglio comunale di Norcia arrivò a deliberare di chiedere di passare sotto la nuova provincia di Terni. Tuttavia l'Alta Valnerina non fu inclusa nella nuova provincia di Terni per la discontinuità territoriale che si sarebbe venuta a creare senza l'inclusione del territorio del Comune di Spoleto. 

Nonostante si creasse una provincia disomogenea, formata da territori di difficile integrazione e dalla grandezza sproporzionata rispetto all'altra "maggiore", il reggente della Federazione umbra del Partito Nazionale Fascista Giuseppe Bastianini mostra uno storico campanilismo retorico nel denunciare "le manovre inqualificabili derivanti dalla rapace incontentabilità dei fautori della grande Terni volte a recare a Perugia il massimo danno morale e materiale".
Nella nuova Provincia di Terni confluirono i Comuni del circondario di Terni ed i comuni del Circondario di Orvieto (eccettuati quelli di Città della Pieve, Paciano e Piegaro) nonché il comune di Baschi; col medesimo R.D.L. 2 gennaio 1927, i comuni di Cesi, Collescipoli, Collestatte, Papigno, Piediluco, Stroncone e Torre Orsina furono uniti al comune di Terni.

### Terni come centro amministrativo
La città di Terni fu importante e popoloso municipio romano già in epoca repubblicana con giurisdizione su un vasto territorio tra Acquasparta e l'alta Valnerina. Successivamente sull'antico territorio del municipio romano fu eretta l'antichissima diocesi di Terni, già documentata a partire dal III secolo.
Dopo un periodo di declino nell'alto medioevo il territorio interamnense fu limitato ai territori di Piediluco, Miranda e Papigno.
A partire dal Trecento un forte sviluppo demografico ed economico determinarono una accresciuta importanza di Terni come centro amministrativo di un territorio progressivamente sempre più esteso.
Già all'inizio dell'Ottocento nel territorio sotto la giurisdizione di Terni ricadevano gli attuali territori comunali di Montecastrilli, Acquasparta, Sangemini, Narni, Amelia, Calvi, Otricoli, Stroncone, Avigliano, Guardea, ecc.
La fondazione delle acciaierie nel 1885 determinarono una accelerazione dello sviluppo socio economico di Terni che divenne un centro industriale ed amministrativo nevralgico a livello nazionale.
La provincia di Terni è stata istituita nel dicembre 1926. Tra il 1923 ed 1927 la Provincia dell'Umbria, istituita con decreto emanato il 15 dicembre 1860 composta da Perugia, capoluogo, e dai circondari di Spoleto, Orvieto, Terni, Rieti e Foligno fu suddivisa nelle tre province di Perugia, Terni e Rieti. Rieti era stata staccata dalla Provincia dell'Umbria ed unita a quella di Roma già dal 1923. L'antica provincia pontificia dell'Umbria aveva come capitale storica la città di Spoleto.

### Simboli
Stemma
Lo stemma è stato concesso con regio decreto del 6 dicembre 1934.
Le fasce ondate alludono alla ricchezza di acque del territorio (i fiumi Tevere e Nera-Velino con le cascate delle Marmore) e anche all'antico nome di Terni, Interamna. Le api, oggi considerate simbolo dell’operosità della popolazione, sono in realtà di origine napoleonica come riferimento al Dipartimento del Trasimeno.
Dal 1933 al 1943 lo stemma era ornato con il capo del Littorio. 
Gonfalone

Gonfalone provinciale

Il gonfalone, concesso con R.D. del 13 marzo 1936, è un drappo di giallo con la bordatura di rosso e quattro appendici rosse caricate delle armi delle città di Narni, Terni, Orvieto e Amelia.
Bandiera

Bandiera della provincia

La bandiera è un drappo partito di giallo e di azzurro con lo stemma della provincia al centro.

## Ipotesi di riequilibrio territoriale
Già dal dopoguerra sorsero dei movimenti per un ridisegno dei confini provinciali, soprattutto dopo l'istituzione delle regioni repubblicane nel 1970. Seppure l'idea di fondo fosse quella dell'abolizione completa di tutte le province italiane, nel corso degli anni, nella regione (in base a un fenomeno analogo in altre parti d'Italia) è andata formandosi la proposta dell'istituzione di una terza provincia, formata dai territori di Foligno, Spoleto e Norcia-Cascia.
Parallelamente, in questi ultimi due territori è nata la proposta di un riequilibrio tra le due province esistenti, tesa ad accorpare questi territori nella provincia di Terni, per motivi sociali, culturali ed economici. Basti solo pensare che lungo la strada statale 3 Flaminia il confine provinciale che divide Terni dalla provincia di Perugia è a 8 chilometri dal centro cittadino, e che da anni esiste, a livello regionale, un "contratto d'area" (sorta di accordo che si occupa dello sviluppo industriale) che fa riferimento a Terni, Narni e Spoleto.
Ma è soprattutto nel 2006-2007 che la questione sembra riprendere il cammino: approfittando delle riforme amministrative che riguardano la regione, e che prevedono la semplificazione della macchina burocratica, il presidente della provincia Andrea Cavicchioli, il sindaco di Spoleto Massimo Brunini e, in parte, il presidente della provincia di Perugia Giulio Cozzari, hanno chiesto di avviare l'iter che porti all'effettivo riequilibrio delle due province umbre.

### Referendum di aggregazione all'Umbria da parte del comune di Leonessa
L'11 settembre 2008 il Consiglio dei ministri espresse parere favorevole al referendum per il distacco del comune di Leonessa dal Lazio e la sua aggregazione all'Umbria. La consultazione ebbe luogo il 30 novembre e 1º dicembre 2008.
Nonostante la vittoria del sì, non venne raggiunto il previsto quorum di 1.146 voti favorevoli (maggioranza assoluta degli aventi diritto). Su 1.207 votanti, 926 si pronunciarono per il sì e 238 per il no; le schede bianche furono 19 e le nulle 24.
Nel corso del 2008 poi, stessa intenzione è stata espressa da un'associazione di cittadini del comune di Magliano Sabina.

## Economia
È una provincia dove la grande industria fa da padrona con la prima acciaieria d'Italia: l'attuale Acciai Speciali Terni fondata nel 1884; importanti anche l'indotto e la fabbrica d'armi. Durante la seconda guerra mondiale, a causa delle grandi industrie, ha subito numerosi bombardamenti. La città di Terni e la zona circostante sono state quasi completamente ricostruite nel dopoguerra.
Per quanto riguarda il settore turistico, Orvieto e il suo circondario sono una meta irrinunciabile all'interno del sistema regionale e nazionale, oltre alla Cascata delle Marmore, la Valnerina ternana, i comuni di Narni, Amelia e Lugnano in Teverina.

## Infrastrutture e trasporti

### Strade
- Autostrada A1
- E45
  -  Strada statale 675 Umbro-Laziale
  -  Strada statale 3 bis Tiberina
- Strada statale 3 Via Flaminia
- Strada statale 71 Umbro Casentinese Romagnola
- Strada statale 79 Ternana
- Strada statale 79 bis Orvietana
- Strada statale 204 Ortana
- Strada statale 205 Amerina
- Strada statale 209 Valnerina
- Strada statale 448 di Baschi

### Ferrovie

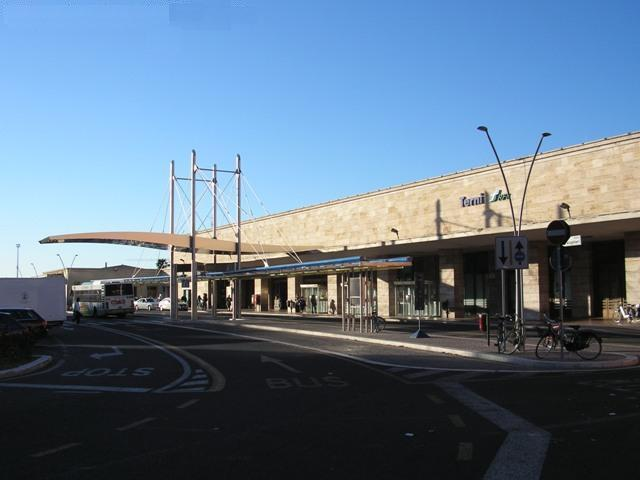
La Stazione di Terni

Le linee delle Ferrovie dello Stato che collegano la provincia di Terni con il resto d'Italia sono:
- Direttissima Firenze Roma
- Linea Lenta Firenze-Roma
- Ferrovia Roma-Ancona
- Ravenna-Roma Termini
- Milano Centrale-Terni
- Perugia FS-Terni
- Fiumicino Aeroporto-Orte-Terni
- Orte-Terni
- Ferrovia Viterbo-Attigliano

Ferrovie che collegano la provincia con l'Umbria attraverso Ferrovia Centrale Umbra s.r.l.:
- Ferrovia Centrale Umbra (Sansepolcro-Perugia P.S.G.-Terni) dalla stazione lasciata la città, sale verso le colline e dopo un succedersi di gallerie e di viadotti, giunge alle stazioni di Sangemini e di Acquasparta, attraversa l'Umbria fino a Perugia e a Sansepolcro.
- Da Terni parte anche un'importante dorsale ferroviaria appenninica che unisce l'Umbria all'Abruzzo, la Ferrovia Terni-Sulmona, costruita nel 1883, appartenente alle Ferrovie dello Stato e RFI ma data in concessione alla FCU.

Le stazioni ferroviarie più importanti della provincia sono:
- Stazione di Terni (RFI - Centostazioni)
- Stazione di Orvieto (RFI)
- Stazione di Narni-Amelia (RFI)
- Stazione di Acquasparta (FCU s.r.l.)
- Stazione di Montecastrilli (FCU s.r.l.)

## Amministrazione
Dal 2014, con l'entrata in vigore della legge 56/2014, l'elezione degli organi provinciali è a suffragio ristretto (consiglieri e sindaci dei comuni del territorio provinciale) e la durata del mandato è di quattro anni.
Il 20 dicembre 2021 è stata eletta presidente della provincia Laura Pernazza della coalizione di centro-destra.

## Comuni
Appartengono alla provincia di Terni i seguenti 33 comuni:
- Acquasparta
- Allerona
- Alviano
- Amelia
- Arrone
- Attigliano
- Avigliano Umbro
- Baschi
- Calvi dell'Umbria
- Castel Giorgio
- Castel Viscardo
- Fabro
- Ferentillo
- Ficulle
- Giove
- Guardea
- Lugnano in Teverina
- Montecastrilli
- Montecchio
- Montefranco
- Montegabbione
- Monteleone d'Orvieto
- Narni
- Orvieto
- Otricoli
- Parrano
- Penna in Teverina
- Polino
- Porano
- San Gemini
- San Venanzo
- Stroncone
- Terni

### Comuni più popolosi

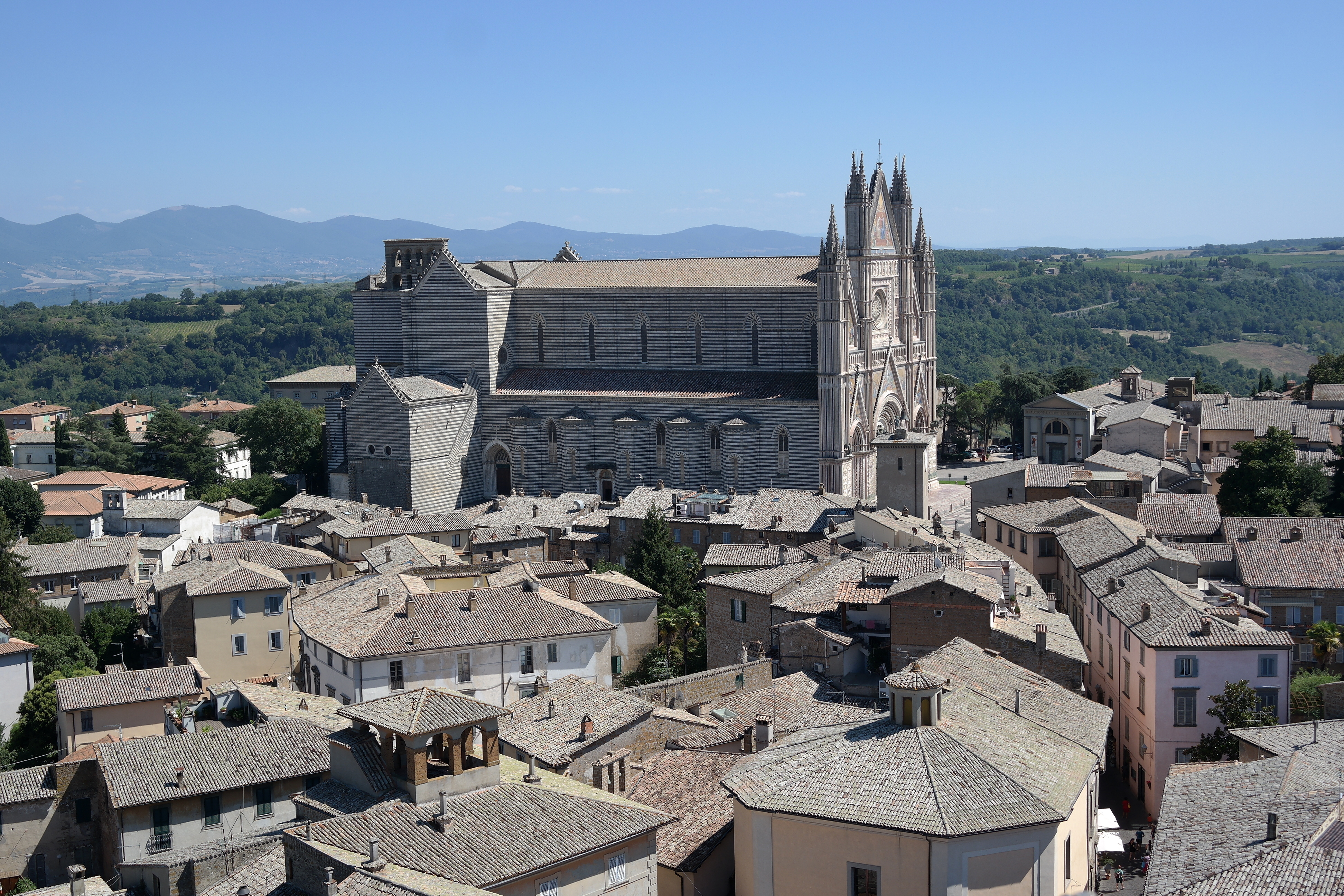
Orvieto è la seconda città della provincia per numero di abitanti

Dati aggiornati al 31 dicembre 2016
| Stemma | Città          | Popolazione (ab) | Superficie (km²) |
| ------ | -------------- | ---------------- | ---------------- |
|        | Terni          | 111 455          | 211,90 km²       |
|        | Orvieto        | 20 469           | 281 km²          |
|        | Narni          | 19 543           | 197 km²          |
|        | Amelia         | 11 892           | 132 km²          |
|        | Montecastrilli | 5 049            | 81,30 km²        |
|        | San Gemini     | 5 018            | 27 km²           |
|        | Stroncone      | 4 878            | 71,38 km²        |
|        | Acquasparta    | 4 726            | 79,58 km²        |

### Comune più piccolo e meno abitato
| Stemma | Città  | Popolazione (ab) | Superficie (km²) |
| ------ | ------ | ---------------- | ---------------- |
|        | Polino | 232              | 19 km²           |

## Galleria d'immagini

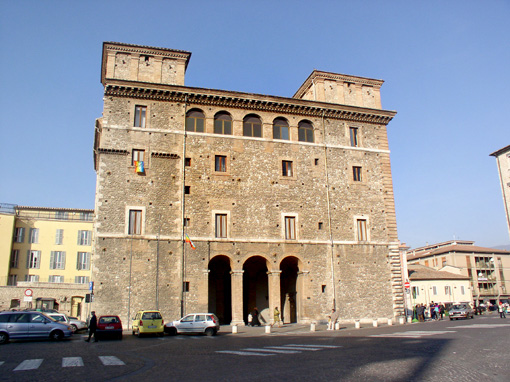
Terni, Palazzo Spada.
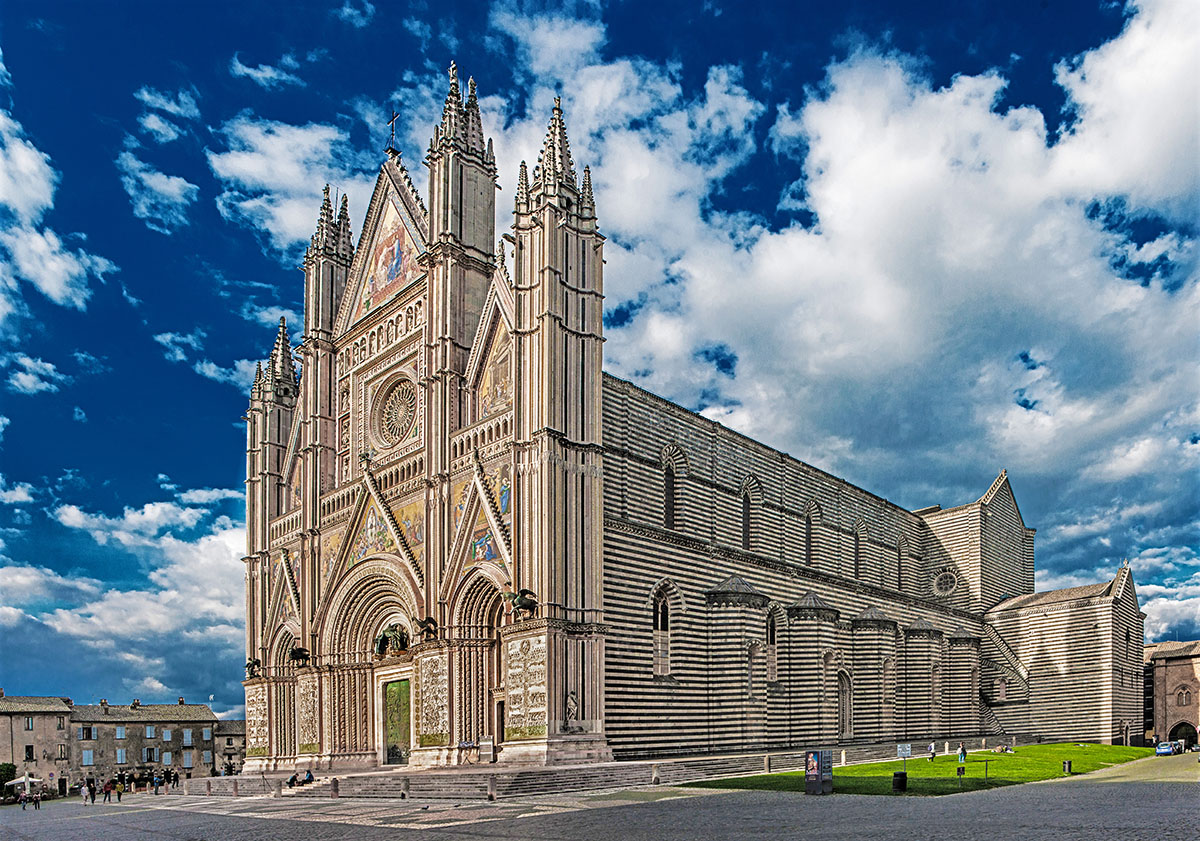
Orvieto, duomo.
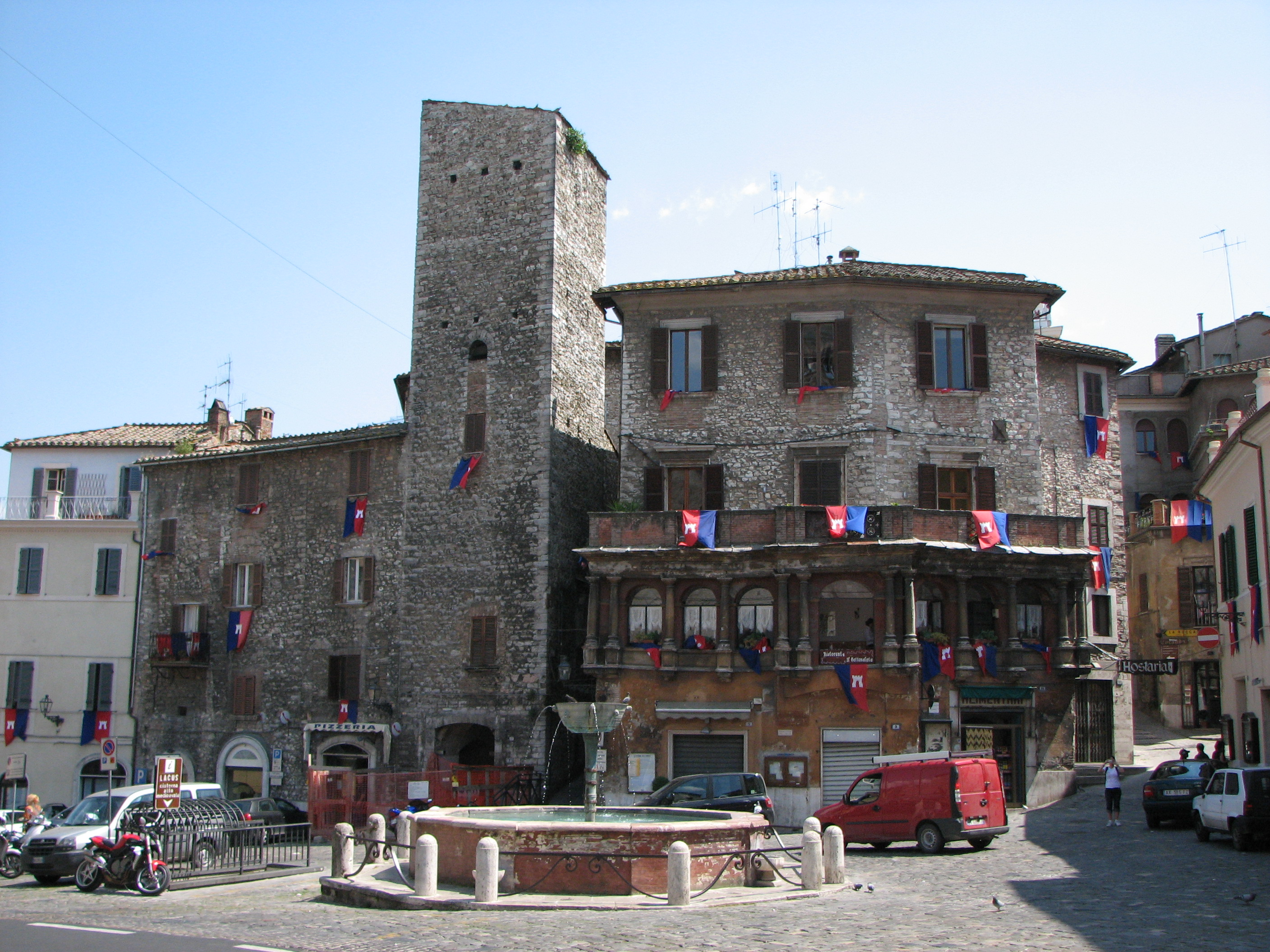
Piazza Garibaldi a Narni.
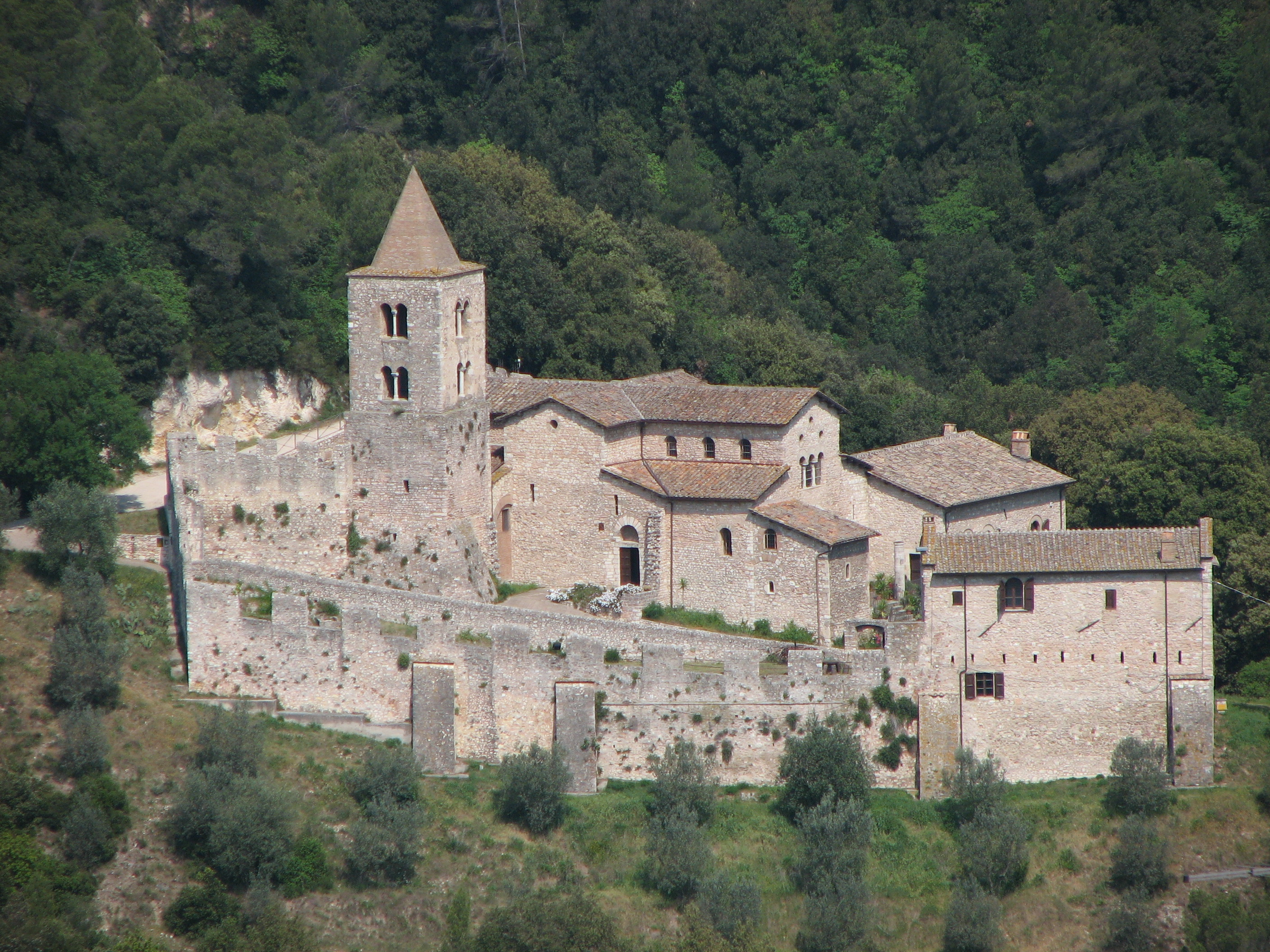
Narni, abbazia di San Cassiano.
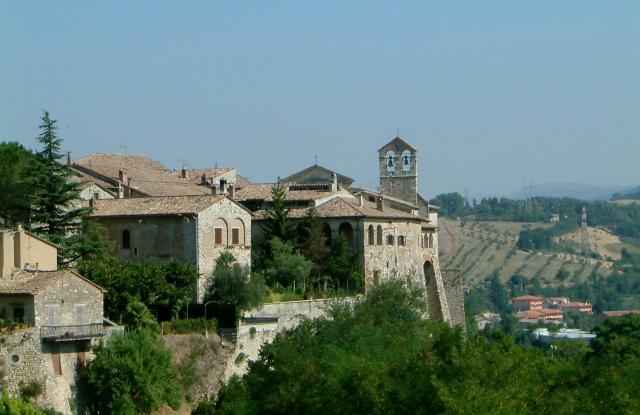
San Gemini.
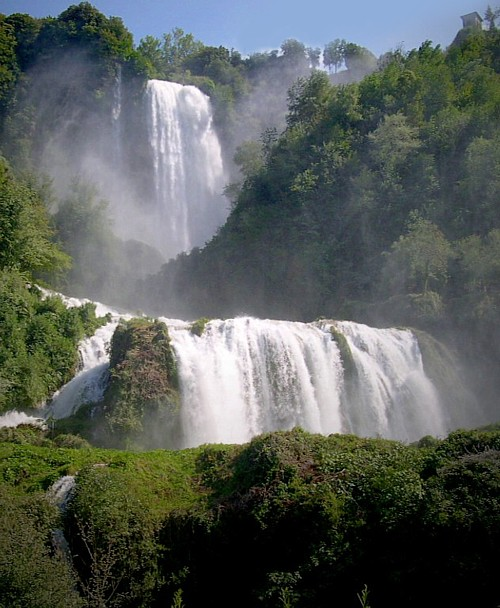
Terni, la cascata delle Marmore.
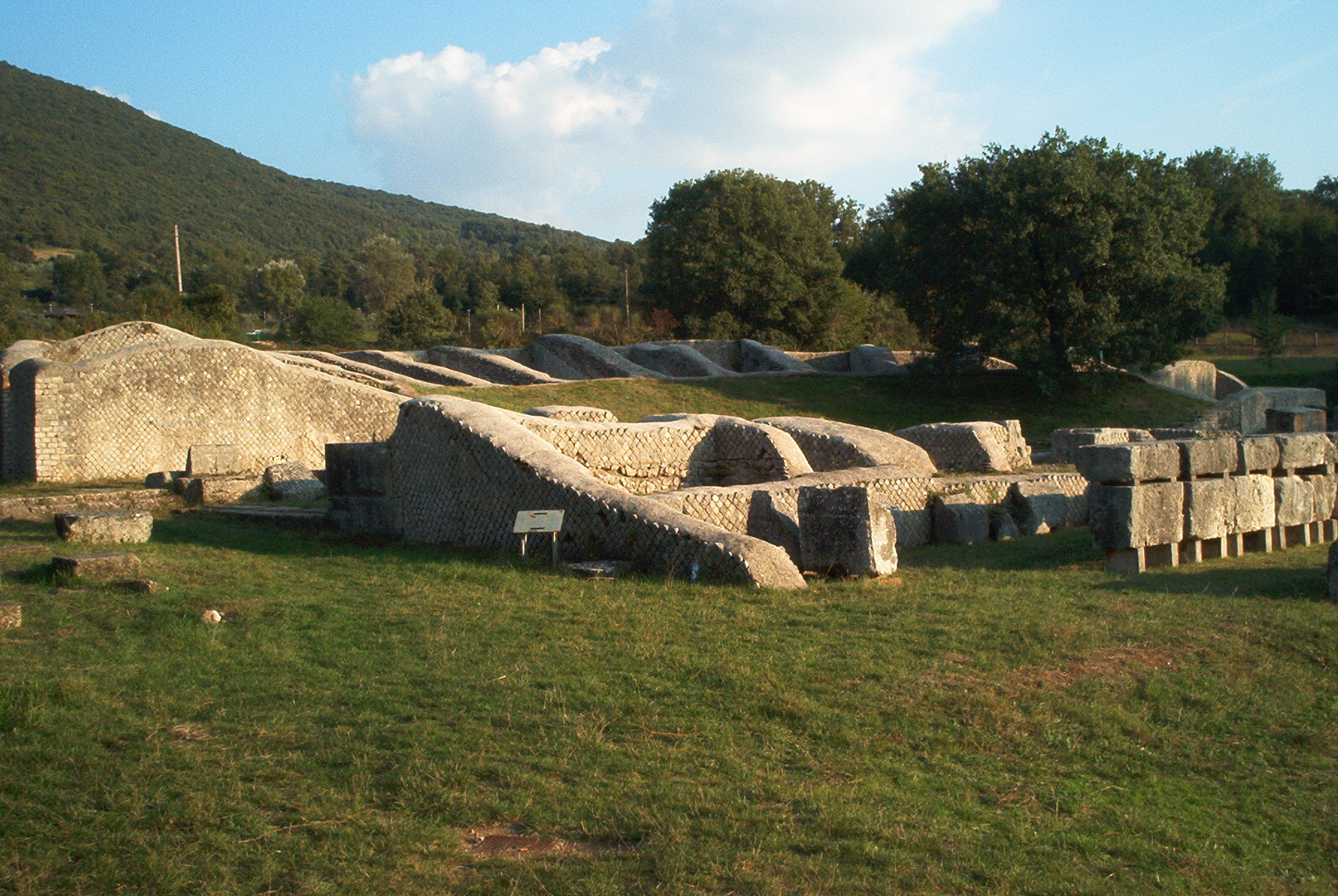
Parco archeologico di Carsulae.
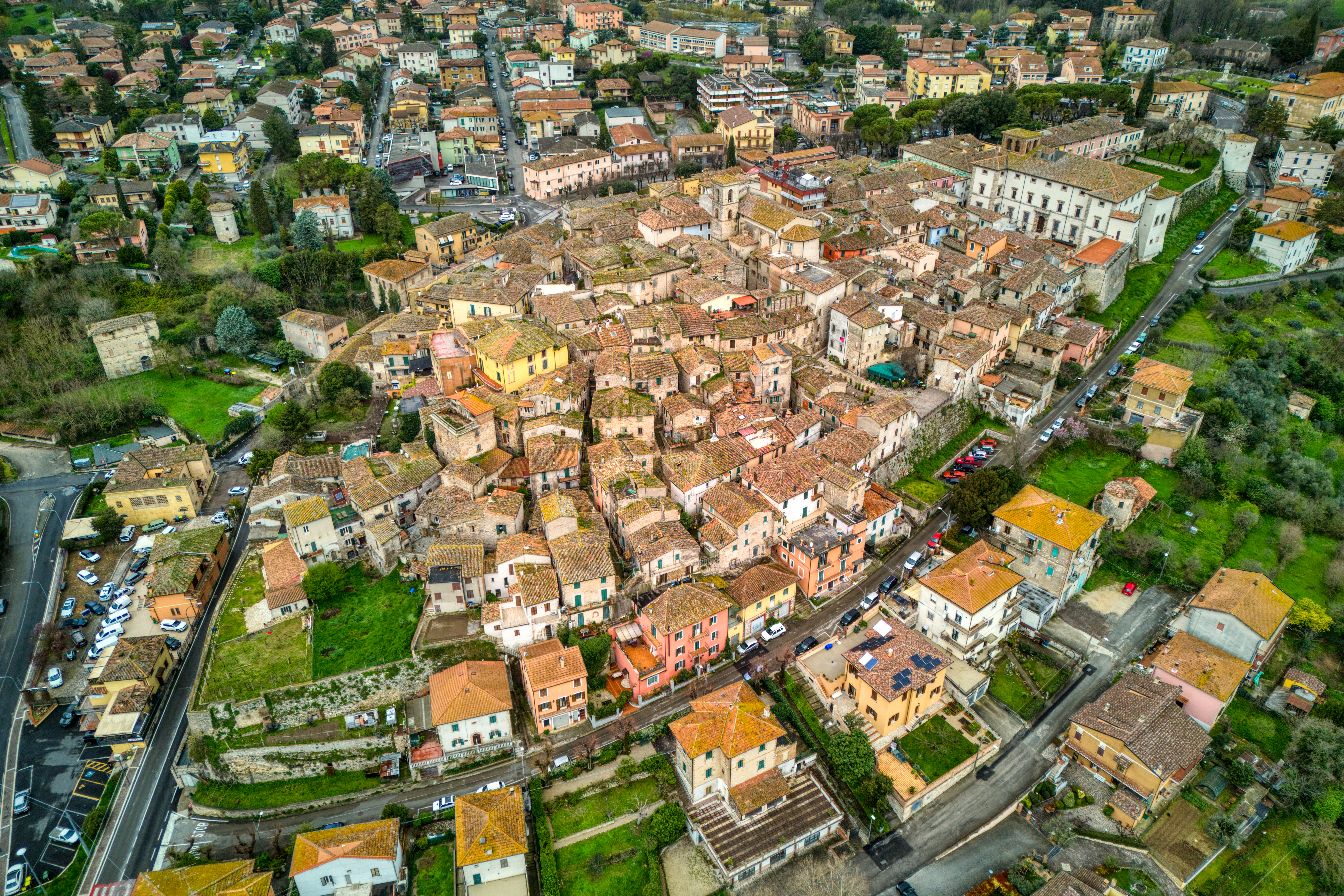
Acquasparta
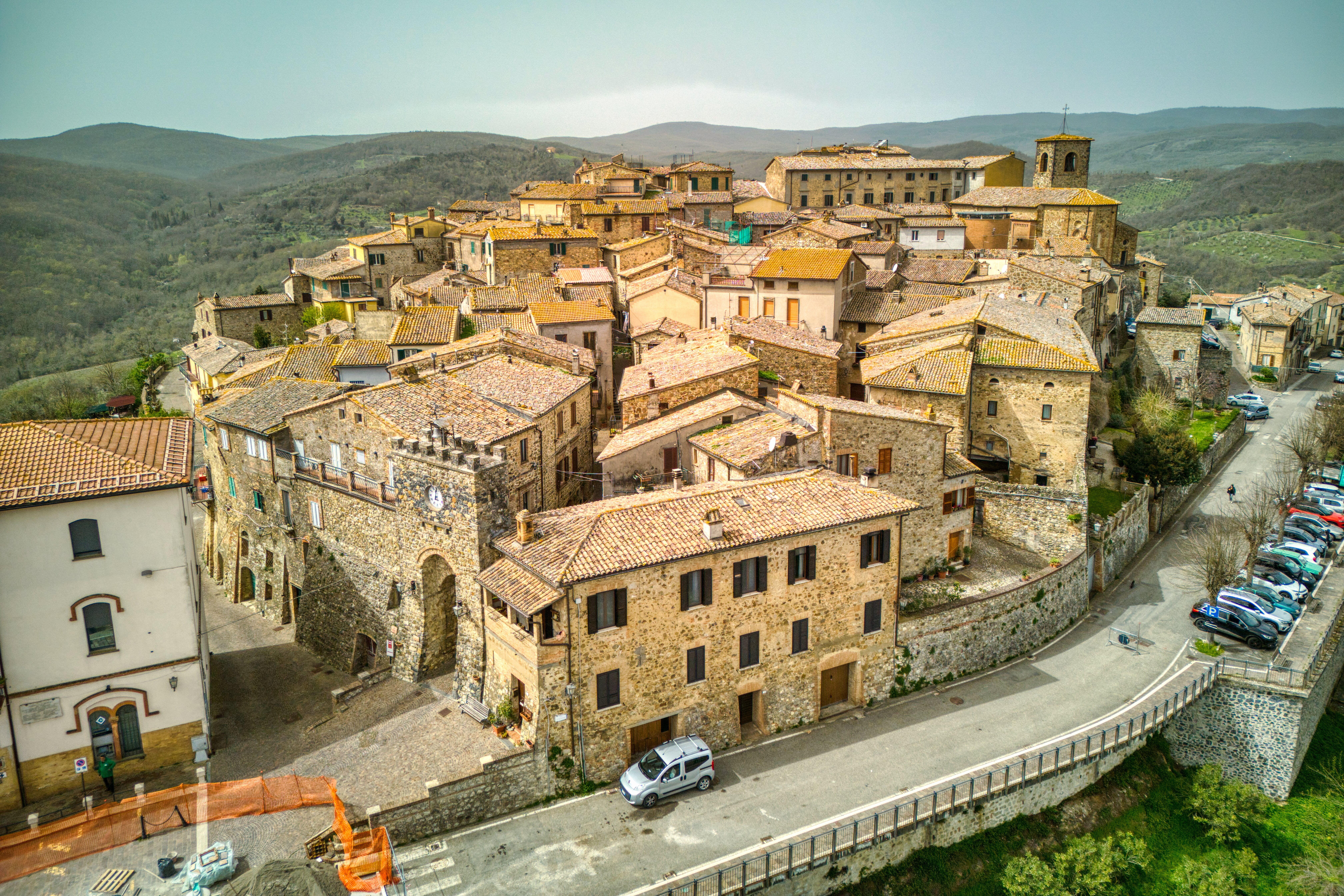
Allerona
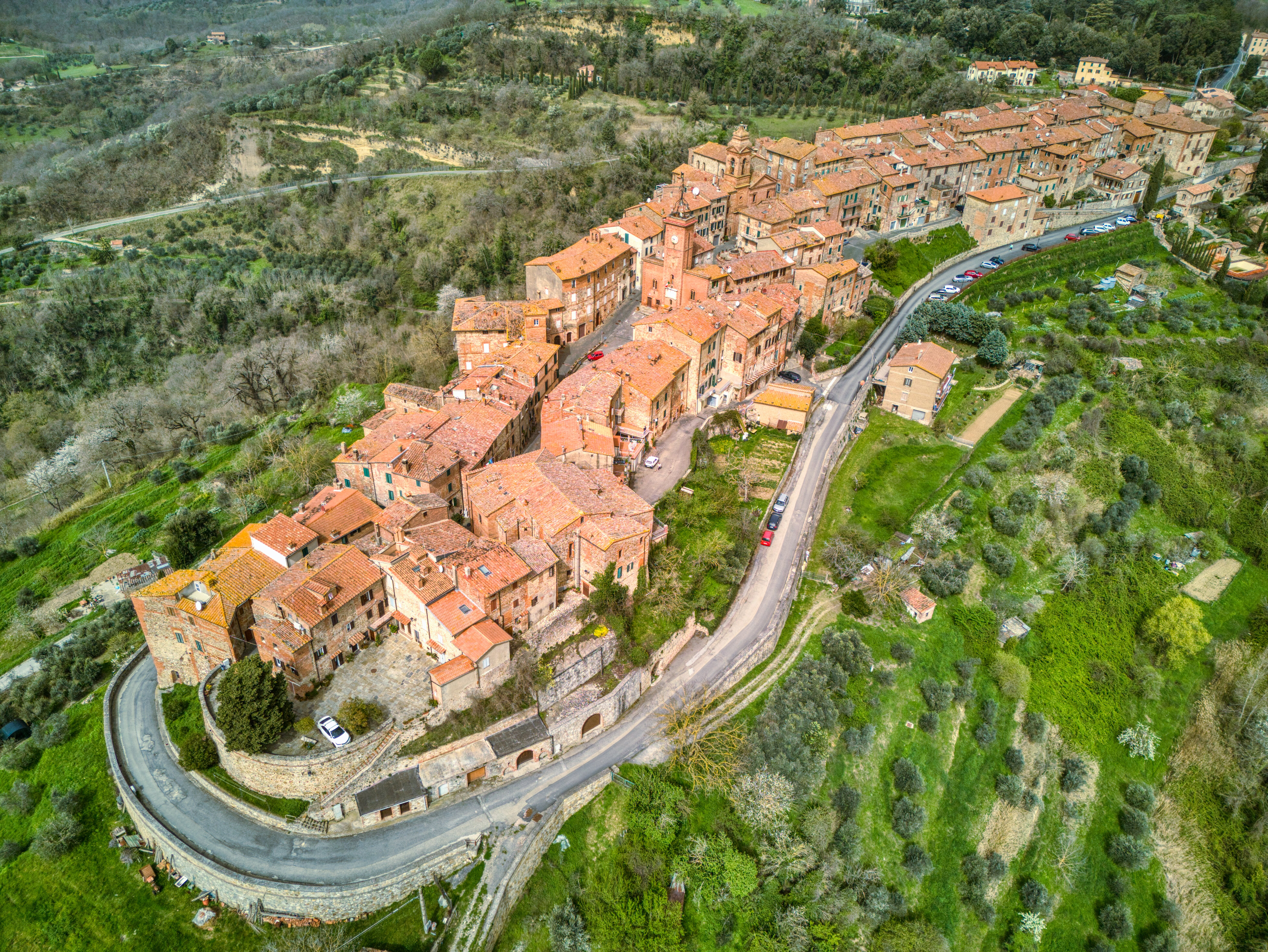
Monteleone d'Orvieto
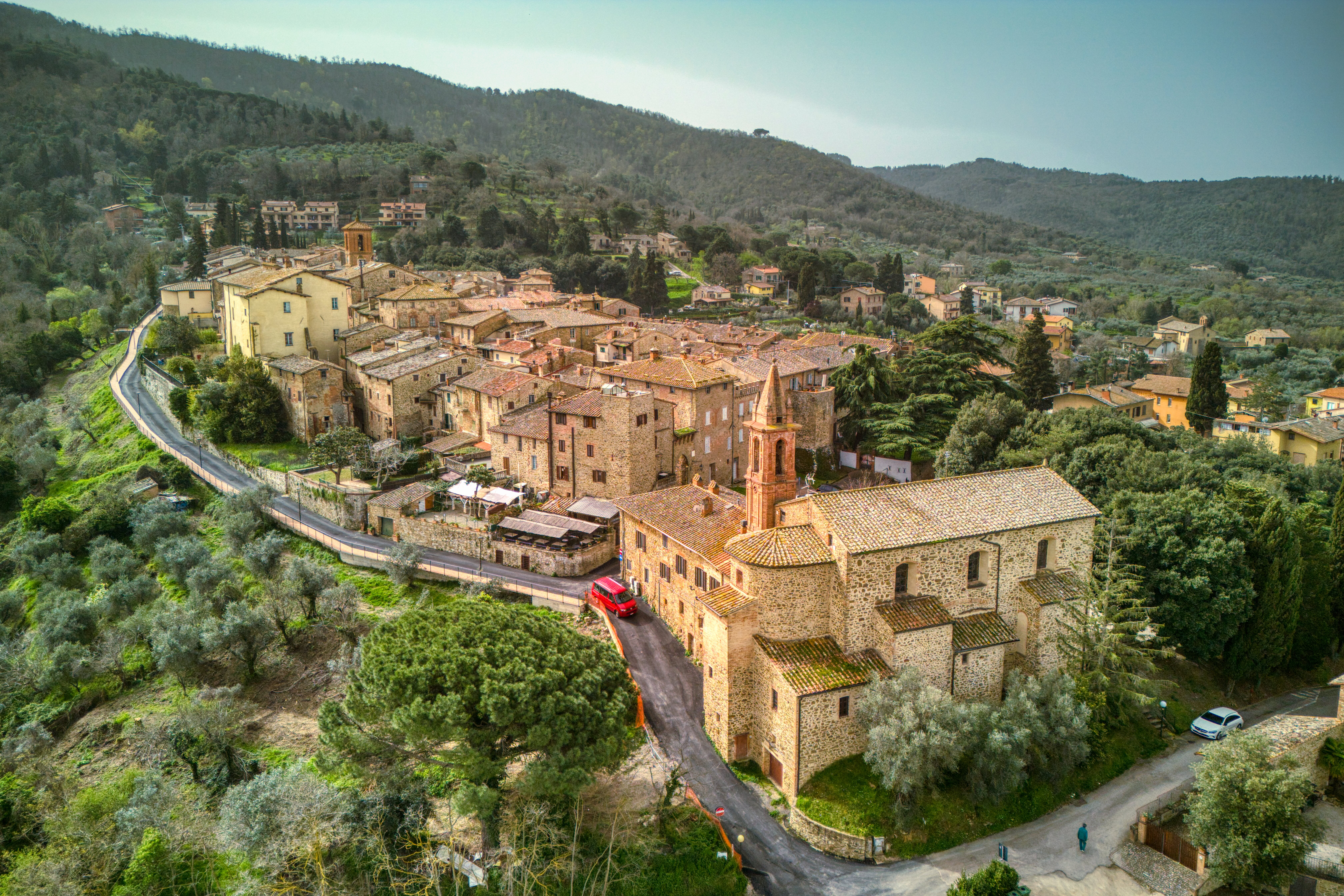
Paciano
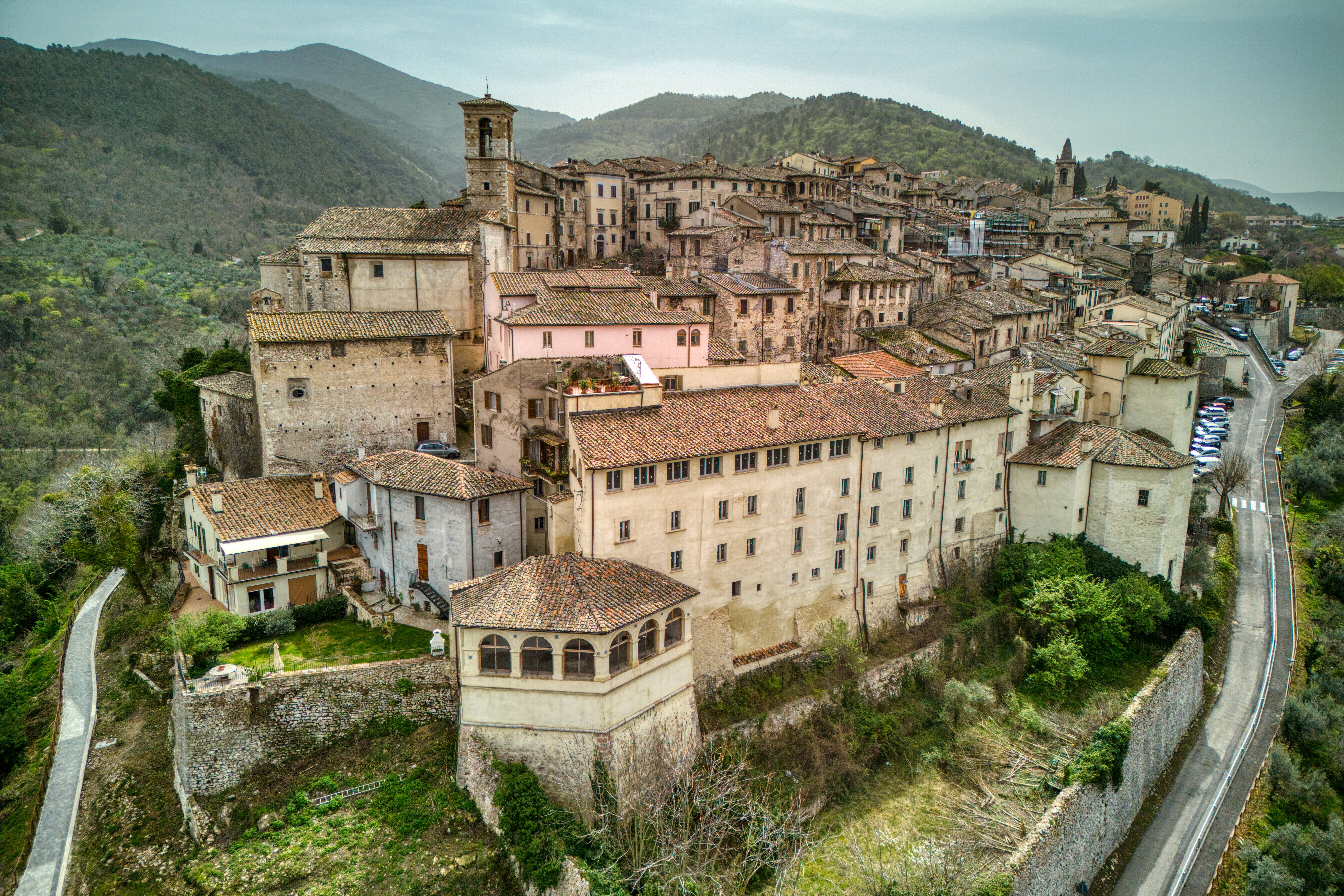
Stroncone